# واحد اطلاعات اکونومیست
واحد اطلاعات اکونومیست یک کسب و کار در بریتانیا در گروه اکونومیست است که خدمات پیش بینی و مشاوره را از طریق تحقیق و تجزیه و تحلیل مانند گزارش‌های ماهانه کشور، پیش بینی‌های اقتصادی پنج ساله کشور، گزارش خدمات ریسک در کشور و گزارش‌های صنعتی ارائه می‌دهد.
واحد اطلاعات اکونومیست، تجزیه و تحلیل کشور، صنعت و مدیریت در سراسر جهان را فراهم می‌کند و شرکت بین‌المللی کسب و کار بین‌المللی، یک شرکت انگلستان توسط شرکت مادر خود را در سال ۱۹۸۶ به دست آورد. واحد اطلاعات اکونومیست دارای دفاتر متعدد در سراسر جهان از جمله دو دفتر در چین و یکی در هنگ کنگ است.
رابین بی مدیر عامل فعلی آن، قبلاً مدیرعامل و مدیر ارشد این شرکت بود.

## دستاوردها

### بازیان
در دسامبر ۲۰۱۲، واحد اطلاعات اکونومیست، بازیان را خریداری کرد که متخصص در تجزیه و تحلیل و ارائه شواهد بالینی در زمینه خدمات بهداشتی، درمان و فناوری‌های سلامت برای ارزیابی اثربخشی بالینی و ارزش پول است. مقر اصلی در لندن، بازیان توسط وی وک موتو و آنا دانالد در سال ۱۹۹۹ تأسیس شد.

### کلیر استیت
در آوریل ۲۰۱۲، واحد اطلاعات اکونومیست کلیر استیت، یک شرکت اطلاعاتی است که مشاوره راهبردی سفارشی و راه حل‌های پژوهشی اولیه را به‌طور خاص در حوزه‌های بهداشت و درمان و علوم زندگی در آسیا و اقیانوس آرام ارائه می‌دهد. کلیر استیت در سال ۲۰۰۶ تأسیس شد و در سنگاپور مستقر است.

### ای آی یو کان بک
در ژوئیه ۲۰۱۵، واحد اطلاعات اکونومیست، شرکت کمپانی و کان بک، یک شرکت مشاوره مدیریت جهانی را که به‌طور عمده صنایع رو به رشد مصرف‌کننده رواج پیدا کرده بود، به کار گرفت و تحلیل‌های پیش بینی کننده را به کار گرفت. تغییر نام ای آی یو کان بک، این شرکت در سال ۲۰۰۴ تأسیس شد و در بوستون اداره می‌شود.

## گزارش‌ها
چمپس
در ماه نوامبر سال ۲۰۱۰، دفتر اطلاعات اکونومیستی، مقاله "Access China White Paper" را منتشر کرد که براساس آن، اقتصاد شهرهای ۲۰ کشور در حال ظهور چین را که توسط استفان جوش، پیش بینی چین برای واحد اطلاعات اقتصادی تهیه شده بود، به نمایش گذاشت. این برای حمایت از یک گزارش ارائه شده توسط سرویس دسترسی به سرویس چین واحد اطلاعات اکونومیست "CHAMPS: سریع‌ترین رشد شهرهای چین" ایجاد شده‌است. این شهرها به دلایل مختلف از جمله گستردگی فرصت‌های کسب و کار، رونق ساخت و ساز در حال توسعه، افزایش خانه و وسایل نقلیه و صرف لوازم شخصی، مورد توجه قرار گرفته‌است. گزارش CHAMPS مخفف (چونگ کینگ، هفای، انشان و Shenyang) را ایجاد کرد.

## شاخص دموکراسی
در سال ۲۰۰۶ (با به روزرسانی‌ها در سال‌های ۲۰۰۸، ۲۰۱۰ و هر ساله)، بخش اطلاعات اکونومیست، شاخص دموکراسی را منتشر کرد که فهرستی است که از طریق بررسی وضعیت دموکراسی در ۱۶۷ کشور مورد بررسی قرار گرفت و با شاخص دموکراسی با تمرکز بر پنج کلی فرایندهای انتخابی دسته جمعی و پلورالیسم، آزادی‌های مدنی، عملکرد دولت، مشارکت سیاسی و فرهنگ سیاسی.

## شاخص پهنای باند دولتی
در ژانویه ۲۰۱۱، واحد دولتی Broadband Index را که بر اساس برنامه‌ریزی‌های دولتی کشورها را ارزیابی می‌کند، منتشر کرد، در مقایسه با قابلیت‌های باند پهن فعلی. کشورهای توسعه یافته آسیای جنوب شرقی با بالاترین میزان اهداف جاه طلبانه برای سرعت و پوشش شبکه‌های نسل بعد پهنای باند را پوشش داده‌اند. براساس شاخص، کشور یونان بدترین کشور به دلیل اهدای پوشش نسبتاً کم و برنامه استقرار خود در نظر گرفته شده‌است. یونان نیز با توجه به حجم قابل توجهی از تعهدات مالی آن به عنوان یک درصد از درآمد کل بودجه دولت مواجه می‌شود، زیرا برنامه آن کمی برای تشویق رقابت نیست.

## نوآوری در استخدام جوانان
در سال ۲۰۱۵، واحد اطلاعات اکونومیست با کمک بنیاد راکفلر، مطالعهی کسب و کارهای کوچک در ایالات متحده را انجام داد که از استراتژیهای نوآورانه برای استخدام و آموزش کارکنان جوان استفاده کردند. هدف این مطالعه شناسایی مدل‌های خلاقانه استفاده شده توسط شرکت‌های کوچک برای استخدام و حفظ جوانان محروم است. از یک لیست کوتاه از نه رهبران کسب و کار کوچک، واحد این شرکت، شرکت LIVE WATCH مستقر در کانزاس را بر عهده گرفت، شرکت Auto Watch Precision Body و Paint و شرکت مشاوره فناوری مبتنی بر نیویورک تصمیمات شارپ را به عنوان گیرنده‌های نوآوری‌های خود در استخدام جوانان سال ۲۰۱۵ جایزه دریافت کردند.

## گزارش‌های دیگر
یک لیست کامل از گزارش‌های ویژه ای آی یو را می‌توانید از وب سایت خود دانلود کنید.

## محصولات

### بازار اکسپلورر
در ماه نوامبر سال ۲۰۱۵، واحد اطلاعات اکونومیست، Market Explorer را در همکاری با ای آی یو کان بک راه اندازی کرد. این یک ابزار آنلاین است که برای اسکن کردن بازارها در کشورهای مختلف و شهرهای سراسر جهان طراحی شده و بهترین مکان برای یک محصول یا خدمات را پیدا کرده‌است.